# Widerspruch – Münchner Zeitschrift für Philosophie
Widerspruch – Münchner Zeitschrift für Philosophie ist eine Philosophiezeitschrift aus München. Ihr Schwerpunkt ist die kritische Sozialtheorie. Sie erschien bis 2024 halbjährlich in einer Auflage von 500 Stück und einem Umfang von 140 bis 220 Seiten, insgesamt in 75 Ausgaben (print-Fassung). Seit November 2024 erscheint die Zeitschrift nur noch in digitaler Form.

## Geschichte
Gegründet wurde der Widerspruch 1981 von Elmar Treptow, Alexander v. Pechmann, Konrad Lotter u. a. in programmatischer Abgrenzung gegen die beiden an der Ludwig-Maximilians-Universität München vertretenen Hauptrichtungen der Philosophie. In Form eines „Forums der Diskussion“ sollten darin jene Richtung zu Wort kommen, die sowohl von der Analytischen Wissenschaftstheorie (bzw. dem Neopositivismus) als auch von der christlich-orientierten Metaphysik ausgespart und vernachlässigt wurden. Zu den Philosophen, die im Widerspruch dargestellt und diskutiert wurden, zählen Marx und Engels, Georg Lukács und Ernst Bloch, Walter Benjamin und die Theoretiker der Kritischen Theorie. Neben klassischen „linken“ Themen (Ideologiekritik, sozialer Fortschritt, Kulturindustrie, Utopie oder Eigentum) standen Themen, die von den verschiedenen sozialen Bewegungen angeregt wurden (Ökologie, Geschlechterdifferenz, Alternative Ökonomien, Müll, Identitätspolitik). Aktuelle politische Probleme behandelten die Hefte über Globalisierung, Arcana imperii – Die dunkle Seite des Staats, Krieg und Frieden, die Zukunft der Demokratie oder die Neue Rechte. Daneben standen Dokumentationen zur Philosophie in Afrika oder China, zur Jüdischen Philosophie und zum Islamischen Denken.
Mit Ausnahme der Jahre 1995 bis 1997, in denen die Zeitschrift vom Attempto Verlag in Tübingen betreut wurde, erschien der Widerspruch im Eigenverlag. Seit 1994 wird er von der Münchner Gesellschaft für dialektische Philosophie e.V. herausgegeben.
Aufsehen erregte die Zeitschrift durch ihre (erstmalige) Dokumentation der „Philosophie im deutschen Faschismus“ (Heft 13) oder ihre Dokumentation der sog. (nur mit Einwilligung der katholischen Kirche besetzten) Konkordatslehrstühle in Bayern (Heft 45).
Ihrem Anspruch, ein „Forum der Diskussion“ zu sein, kam die Zeitschrift durch regelmäßige Umfragen zu aktuellen Themen nach, in denen verschiedene, durch einschlägige Veröffentlichungen ausgewiesene Autoren zu Stellungnahmen eingeladen wurden. So fanden etwa Umfragen zu „Aktualität“ von Marx oder Th. W. Adorno statt (Hefte Nr. 41 und  65), zur „Jüdischen Philosophie heute“ (Heft 37), den Themen „Gesundheit“ (Heft 42), „Alternative Ökonomie“ (Heft 47), „Zukunft der Demokratie“ (Heft 57) oder „Identitätspolitik“ (Heft 72). Obwohl sich der Widerspruch als Alternative und Gegenprogramm zur „offiziellen“ Philosophie an der Ludwig-Maximilians-Universität München verstand, stellte er unter der Rubrik „Münchner Philosophie“ in Form von Interviews, kritischen Würdigungen oder Selbstdarstellungen die an der Münchner Universität lehrenden Philosophen vor. Im Lauf der Jahre entstand auf diese Weise ein nahezu vollständiges Panorama.
Zu den Autoren des Widerspruch zählten neben den schon genannten Gründern und langjährigen Herausgebern der Zeitschrift (Treptow, v. Pechmann, Lotter) unter anderem Afe Adogame, Roger Behrens, Aleida Assmann, Alex Demirović, Iring Fetscher, Wolfhart Henckmann, Axel Honneth, Oskar Negt, Klaus Mainzer, Thomas Meyer, Jean-Luc Nancy, Fritz Reheis, Johannes Rohbeck, Julian Nida-Rümelin, Burkhart Schmidt, Bernhard H. F. Taureck, Christoph Türcke, Samuel Salzborn, Michael Schmidt-Salomon, Gerhard Schweppenhäuser, Kwasi Wiredu und Frieder Otto Wolf.

## Programm
Jedes Heft des Widerspruch war einem Schwerpunktthema gewidmet, das in eine Reihe von Artikeln diskutiert wurde. Daneben standen Rezensionen einschlägiger Bücher, die gerade zu diesem Thema auf den Markt gekommen waren sowie interessanter Neuerscheinungen. Mit seinen Themen möchte er Anregungen zur Veränderung von gesellschaftlichen, ökonomischen und politischen Verhältnissen geben.
Im Oktober 2015 veranstaltete die Widerspruch -Redaktion in Zusammenarbeit mit der Rosa-Luxemburg-Stiftung, dem Kulturreferat der Stadt München und Radio LORA eine Tagung zum Thema „Was ist links heute?“. 2022 folgte eine Veranstaltung (in gleicher Zusammenarbeit) zum Thema „Gemeineigentum“. Die darin gehaltenen Referate sind in den Heften 61 und 73 veröffentlicht.